# تنظیمات
تنظیمات یا تنظیمات خیریه، نهضت نوگرایی و اصلاح‌طلبی در ساختار سیاسی ـ حقوقی، فرهنگی و اجتماعی جامعهٔ عثمانی در قرن نوزدهم است که از سال ۱۲۱۸ هجری شمسی (۱۸۳۹م) شروع می‌شود و با دورهٔ قانون اساسی اول در سال ۱۸۷۶ به پایان می‌رسد.
هدف اصلاحات دوره تنظیمات، نوسازی دستگاه دولتی و اجتماعی و یکپارچه کردن اقوام غیر مسلمان و غیر ترک امپراتوری عثمانی از راه تغییر قانون‌ها و روش‌ها، اعطای حقوق اجتماعی، آزادی‌های مدنی و مقابله با حرکت‌های ناسیونالیستی و قدرت مخاصم بود. نخستین گام در اجرای مفاد فرمان تنظیمات که تشکیل نهادهای جدید را ضروری می‌ساخت، با تأسیس «مجلس والای احکام عدلیه» برداشته شد. این مجلس که عهده‌دار وضع قوانین بود، یک رئیس و ۹ عضو داشت و در تدوین قوانین، گذشته از رعایت احکام شرع اسلام، بهره‌گیری از حقوق و قوانین اروپایی و تلفیق آن با احکام اسلام را نیز مورد توجه قرار می‌داد. این فرمان شامل برخی از مطالب اعلامیهٔ حقوق بشر فرانسه نیز (۱۷۸۹م) بود.

## ریشه تغییرات
پیشگامان تنظیمات روشنفکران دوره سلطان محمود دوم و سلطان عبدالمجید یکم مانند مصطفی رشید پاشا، فؤاد پاشا، محمدامین علی پاشا بودند. آنها تشخیص داده بودند که نهادهای مذهبی و نظامی قدیمی دیگر جوابگوی نیازهای امپراتوری در جهان مدرن نیست. بسیاری از تغییرات نظیر یونیفرم جهت تغییر طرز فکر مدیران امپراتوری بود. بسیاری از اصلاحات تلاش برای اتخاذ شیوه‌های موفق اروپایی بودند. تغییرها شامل سربازگیری، آموزش و پرورش، اصلاح نهادها و اصلاح قوانین و تلاش سیستماتیک از بین بردن فساد بود.

## اهداف
پروژهٔ بلند پروازانهٔ تنظیمات جهت مبارزه با قدرت‌های اروپایی و جلوگیری از ضعف امپراتوری عثمانی که مرزهایش در حال کوچک شدن، و توانش در برابر قدرت‌های اروپایی در حال کاهش بود آغاز یافت. امپراتوری عثمانی امیدوار بود که با خلاص شدن از سیستم قدیم می‌تواند شهروندانش را بهتر کند،

## اصلاحات
تنظیمات در زمان سلطان محمود دوم آغاز شده بود، دورهٔ تنظیمات با صدور «خط همایون» یا «فرمان تنظیمات خیریه» در ۱۲ آبان ۱۲۱۸ هجری شمسی مطابق به ۳ نوامبر ۱۸۳۹م آغاز شد. در این سند بسیار مهم، سلطان اعلام کرد که او آرزو دارد «مزایای یک دولت خوب را به ایالت‌های امپراتوری عثمانی از طریق نهادهای جدید به ارمغان آورد». متن فرمان روز یکشنبه ۲۵ ۳ نوامبر ۱۸۳۹م در پارک گلخانهٔ کاخ توپکپی و در حضور پادشاه، وزرا، علما، مأموران عالی‌رتبهٔ لشکری و کشوری، نمایندگان اصناف و معتمدان، اسقف کلیساهای ارامنه و یونان، خاخام یهود، سفرا و نمایندگان کشورهای خارجی و گروهی از مردم خوانده شد. به همین سبب فرمان تنظیمات، به «خط شریف گلخانه» نیز معروف است. خلیفه نیز به رعایت و اجرای فرمان سوگند یاد کرد و متن فرمان در روزنامه رسمی انتشار یافت.
- تضمین حق زندگی، اموال، عزت و امنیت کامل اتباع امپراتوری عثمانی
- به جریان انداختن اولین اسکناس‌های دولت عثمانی (۱۸۴۰)مطابق به سال ۱۲۱۹ هجری شمسی؛
- افتتاح اولین اداره‌های پست (۱۸۴۰)؛
- سازماندهی مجدد سیستم مالی با توجه به مدل فرانسه (۱۸۴۰؛
- سازماندهی مجدد قوانین مدنی و جزایی با توجه به مدل فرانسه (۱۸۴۰)؛
- ایجاد «مجلس عمومی معارف» که شکل اولیهٔ مجلس دولت عثمانی بود.
- سازماندهی مجدد ارتش و سربازگیری منظم، مالیات ارتش، و تثبیت طول مدت خدمت سربازی (۱۸۴۳–۱۸۴۴)؛
- تصویب سرود ملی عثمانی و پرچم ملی عثمانی(۱۸۴۴)؛
- اولین سرشماری عمومی در سراسر امپراتوری عثمانی در سال ۱۸۴۴ (تنها شهروندان مرد شمارش شدند)؛
- صدور شناسنامه یا اولین کارت‌های هویت ملی (۱۸۴۴)؛
- ایجاد نهاد شورای آموزش عمومی (۱۸۴۵) و وزارت آموزش و پرورش (۱۸۴۷) ۱۲۲۶ هجری شمسی؛
- لغو برده داری و تجارت برده (۱۸۴۷)؛
- تأسیس اولین دانشگاه مدرن به نام دارالفنون (۱۸۴۸)، ۱۲۲۷ هجری شمسی، آکادمی‌های تربیت معلم (دارالمعلمین) (۱۸۴۸)؛
- تأسیس وزارت بهداشت و درمان (۱۸۵۰)؛
- قانون بازرگانی و تجارت (۱۸۵۰)؛
- تأسیس آکادمی علوم (انجمن دانش) (۱۸۵۱)؛
- ایجاد شرکت کشتیرانی برای کشتی‌های بخار (۱۸۵۱)؛
- اولین دادگاه به سبک اروپا (مجلس احکام عدلی) ۱۸۵۳، و شورای عالی قضایی (مجلس عالی تنظیمات) ۱۸۵۳؛
- استقرار شهرداری مدرن استانبول (Şehremaneti 1854) و شورای برنامه‌ریزی شهر (İntizam - I Şehir Komisyonu کمیسیون انتظام شهر، ۱۸۵۵)؛
- لغو سرانه جزیه از غیر مسلمانان، و جانشینی آن با یک روش منظم جمع‌آوری مالیات(۱۸۵۶)؛
- اجازه دادن به غیر مسلمانان به خدمت سربازی (۱۸۵۶)؛
- وضع مقررات مختلف برای بهبود مدیریت خدمات عمومی و پیشرفت تجارت؛
- ایجاد اولین شبکه تلگراف (۱۸۴۷–۱۸۵۵) و شبکه‌های راه‌آهن (۱۸۵۶)؛
- تأسیس بانک مرکزی عثمانی (که اصلاً با نام «بانک عثمانی» در سال ۱۸۵۶ تأسیس شده بود، و بعد از آن با سازماندهی مجدد در سال ۱۸۶۳ به "بانک شاهانه عثمانی تغییر نام داد.
- ایجاد بورس اوراق بهادار (Dersaadet Tahvilat Borsası، تأسیس در سال ۱۸۶۶)
- قانون ملکیت (قانون نامه ارضی) (Arazi Kanunnamesi، ۱۸۵۷).
- اجازه به ناشران بخش خصوصی و شرکت‌های چاپ (۱۸۵۷)؛
- جرم زدایی از همجنسگرایی (۱۸۵۸)[۱]
- تأسیس دانشکده علوم اقتصادی و سیاسی (مکتب ملکیه)(Mekteb - I Mülkiye، ۱۸۵۹)؛
- قانون مطبوعات و روزنامه‌نگاری (نظامنامه مطبوعات) (Matbuat Nizamnamesi، ۱۸۶۴)
- فرمان خلیفه با صدور اصلاحیهٔ با عنوان «خط همایونی» در سال ۱۸۵۶ پیگیری شد؛ که وعده برابری کامل حقوقی برای شهروندان همه ادیان و ملیت‌هایی که *شهروندی عثمانی را داشتند صرف نظر از مذهب یا تعلق قومی آنها می‌داد.